# سیارک ۱۱۸۹۷
سیارک ۱۱۸۹۷ (به انگلیسی: 11897 Lemaire، نامگذاری:1991GC7) یازده هزار و هشتصد و نود و هفتمین سیارک کشف شده‌است که در ۸ آوریل ۱۹۹۱ کشف شد.
قدر مطلق سیارک برابر ۱۴٫۸۰ است.